# سیارک ۱۱۷۴۳۵
سیارک ۱۱۷۴۳۵ (به انگلیسی: 117435 Severochoa، نامگذاری:2005AJ29) صد و هفده هزار و چهارصد و سی و پنجمین سیارک کشف شده‌است که در ۱۴ ژانویه ۲۰۰۵ کشف شد.